# Bernini (krater)
Bernini är en nedslagskrater på planeten Merkurius. Bernini är ungefär 168 kilometer i diameter.
1976 namngavs den efter den italienske skulptören Giovanni Lorenzo Bernini.